# Ihtiozaur

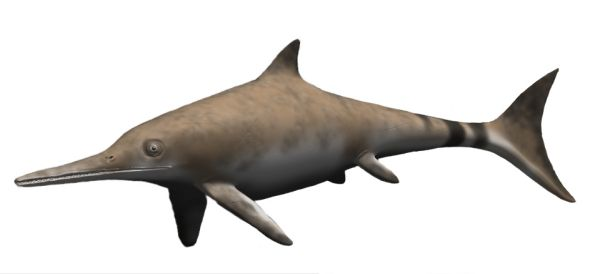
Simulare pe calculator

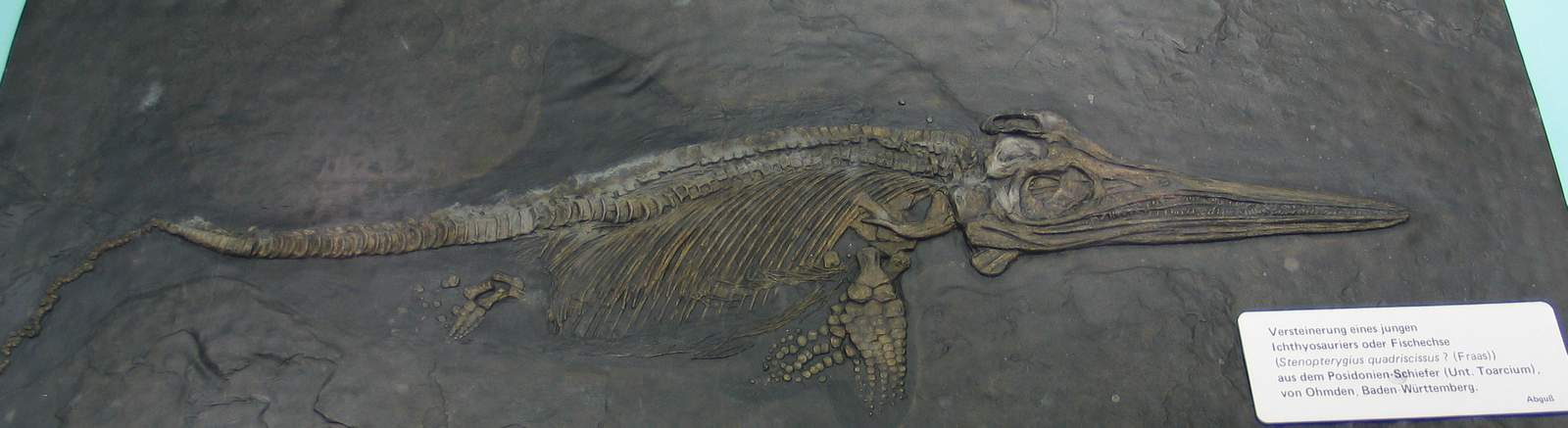
Fosila unui ihtiozaur

Ihtiozaurii (Ichthyosauria) sau „șopârlele-pește” au fost primele reptile complet adaptate la viața acvatică. Aveau corp hidrodinamic și înotătoare în loc de membre. Majoritatea posedau și o coadă în formă de semilună. Ca majoritatea reptilelor, respirau aer cu ajutorul nărilor aflate la baza cavității bucale. S-au găsit fosile de ihtiozauri ce au murit cu embrioni în interiorul corpului sau chiar în timp ce aduceau pe lume puii, aceasta fiind o dovadă a faptului că nu depuneau ouă.